# Sciara divergens
Sciara divergens är en tvåvingeart som beskrevs av Günther Enderlein 1912. Sciara divergens ingår i släktet Sciara och familjen sorgmyggor.
Artens utbredningsområde är Seychellerna. Inga underarter finns listade i Catalogue of Life.